# 밀양 교동 손병순 고가
밀양 교동 손병순 고가(密陽 校洞 孫炳淳 古家)는 대한민국 경상남도 밀양시 교동에 있는 옛집이다.
1991년 12월 23일 경상남도의 문화재자료 제184호 밀양교동손병순씨고가으로 지정되었다가, 2018년 12월 20일 현재의 명칭으로 변경되었다.

## 개요
교동에 있는 옛집으로, 지은 연대를 정확히 알 수 없으나 1900년 전후에 지은 것으로 보인다. 안마당에 있는 부속채는 최근에 지은 것으로, 원래 부속채 자리에 곳간채가 있었다고 한다.
안채는 앞면 6칸·옆면 2칸의 규모이며, 지붕은 옆면에서 볼 때 사람 인(人)자 모양인 맞배지붕이다. 앞뒤에 퇴칸이 있고 부엌 부분을 확장하여 사랑채와 연결하고 있다.
사랑채는 앞면 3칸 규모로 앞에 퇴가 있는 집이다. 5칸 중문간채가 사랑채와 직각으로 이어져 있다.
좁은 주택지에 지은 도시형 한옥의 배치 특성을 잘 보여주고 있는 주택이다.

## 참고 자료
- 밀양 교동 손병순 고가 - 국가유산청 국가유산포털